# Ograničena transdukcija
Ograničena ili specijalna transdukcija je oblik transdukcije pomoću umjerenih (temperiranih) faga. Ovdje se prenosi samo ograničeni broj gena bakterije u blizini ugradnje profaga.
Nađena je kod faga lambda i E. coli. Analogna je spolnoj dukciji (izrezivanje F plazmida integriranog u Hfr genom). To znači da je ovisna o grješci prilikom izrezivanja (indukcije) profaga, kad iz bakterijskog kromosoma. Grješka je takva da profag zahvaća dio bakterijskog kromosoma. Zahvaćeni profag izlazi van i ulazi u litički ciklus. Ovakav defektni fag može zaraziti ine bakterijske stanice, prigodom čega prenosi i bakterijske gene stanici domaćina pa dolazi do rekombinacije. S obzirom na to da se profag uvijek na isto mjesto u bakterijski kromosom ugrađuje, pa prenosi samo ograničeni broj bakterijskih gena prigodom indukcije. Zato ova vrsta transdukcije nije pogodna za kartiranje bakterijskih gena.